# Oxkutzcab
Oxkutzcab is een stad in de Mexicaanse deelstaat Yucatán. Oxkutzcab is de hoofdplaats van de gemeente Oxkutzcab en heeft 21.341 inwoners (census 2005).
Oxkutzcab ligt aan de rand van de lijn waar de Puucheuvels plots opreizen uit het Yucateekse landschap. De plaats is gesticht door de Maya's en was een belangrijk regionaal centrum na de val van Mayapan. De plaats werd opnieuw gesticht in 1550 als Spaanse koloniale stad. In 1847, tijdens de Kastenoorlog, werd de stad door Mayarebellen geplunderd.
De belangrijkste bron van inkomsten is de verbouw van sinaasappelen. Ook wordt henequén, tabak, suiker en maïs verbouwd. De stad heeft een grote markt en dient als uitvalsbasis voor Mayavindplaatsen in de omgeving (onder andere Sayil, Loltún, Uxmal, Kabah en Labná).